# Григоренко Анатолій Кирилович
Анатолій Кирилович Григоренко (нар. 5 червня 1937, Плоске — 2 квітня 2001, Київ) — український письменник-фантаст, поет, публіцист і журналіст.

## Біографія
Анатолій Григоренко народився у селі Плоске Решетилівського району. Після закінчення місцевої школи навчався у Київському університеті, який закінчив у 1966 році. З 1965 до 1973 року працював на різних посадах у журналі «Знання та праця», а з 1973 до 1981 року науковим, пізніше старшим редактором щорічного видання «Наука і культура». У 1981—1984 роках Анатолій Григоренко працював редактором літературної редакції Держтелерадіо УРСР, пізніше протягом 1984—1995 років працював у газеті «Радянська освіта» і видавництві «Радянський письменник». З 1999 до 2001 року працював у газеті «Педагогічні кадри» Національного педагогічного університету імені Драгоманова. Помер Анатолій Григоренко у 2001 році в Києві, похований у рідному селі Плоске.

## Літературна творчість
Анатолій Григоренко є автором низки нарисів про українських та зарубіжних письменників, композиторів, художників та науковців, написав також сценарій документального фільму про Остапа Вишню. У 1970 році він разом із Олегом Кузьменком надав до друку науково-фантастичний роман «Запізнілий цвіт валінурії», у якому йшлося про те, як за допомогою анабіозу людина з кінця ХХ століття потрапила у кінець XXV століття, проте не зуміла сприйняти моральні принципи майбутнього, що закінчується трагедією. Роман вже був підготовлений до друку, проте тогочасна цензура заборонила друк книги, й роман вийшов друком аж у 1990 році. У 1989 році вийшло друком науково-фантастичне оповідання Анатолія Григоренка «Острів геніїв». Григоренко також є автором двох поетичних збірок «Тінь Перуна» (1992 рік) та «Во храм душі» (2004 рік).